# Honda都田サッカー場
Honda都田サッカー場（ホンダみやこだサッカーじょう）は静岡県浜松市浜名区にあるサッカー専用スタジアムである。施設は本田技研工業が所有し、運営管理も同社が行っている。Jリーグ・JFLでも数少ない「民設民営」の自前のスタジアムである。

## 概要
日本フットボールリーグ（JFL）に所属する本田技研工業フットボールクラブ（Honda FC）がホームスタジアムとして使用し、本田技研工業サッカー部の時代より日本サッカーリーグ（JSL）の公式戦を開催していた。
2020年時点の収容数は2,506名（メインスタンド 1,498名、バックスタンド 1,008名）である。
観客席はJSL時代はメインスタンドのみであったが、1996年に鉄骨製・可動式のバックスタンドが建築された。このバックスタンドは老朽化が進んだため一度2016年に撤去後、地元の建設会社によって改めてコンクリート製のものに作り替えられた。
なお、ゴール裏に観客席はない（雨天時および毎年10月にHonda FCが主催する小学生サッカー大会「Honda CUP」の開会式が行われる試合はメインのみ）。メインスタンドの一部には屋根が敷設されており、放送・記者用ブースも設置されている。1995年に照明設備が設置された（後述）。

## アクセス

### バス
- JR東海道本線 浜松駅北口から遠鉄バス都田線（テクノ経由）で「本田サッカー場」バス停下車、徒歩で約1分[1]。
  - JR東海道本線 浜松駅北口から遠鉄バス都田線で「都田口」バス停下車、徒歩で約12分[1][2]。
  - JR東海道本線 浜松駅北口から遠鉄バス萩丘都田線で「相羽内科入口」バス停下車、徒歩で約15分[1]。

### 自動車
- 東名高速道路・浜松西インターチェンジより約20分[2]。
- JR東海道本線 浜松駅から約45分[2]。

## 周辺
- 都田総合公園
- 常葉大学浜松キャンパス
- 浜松啓陽高等学校
- 天竜浜名湖鉄道・天竜浜名湖線 常葉大学前駅

## トピックス

### 照明設備
1995年に照明設備が設置されたが、元々は日立柏サッカー場で使用されていたもので、柏レイソルがJリーグへ加盟した際のスタジアム改修工事で交換された照明設備を譲り受けたものである。この時、柏からはブラジル人FWのロペスが同時に移籍したので、「ロペスが照明灯を背負ってやってきた」と言われた。2019年、照明設備がLEDに更新。

## ギャラリー

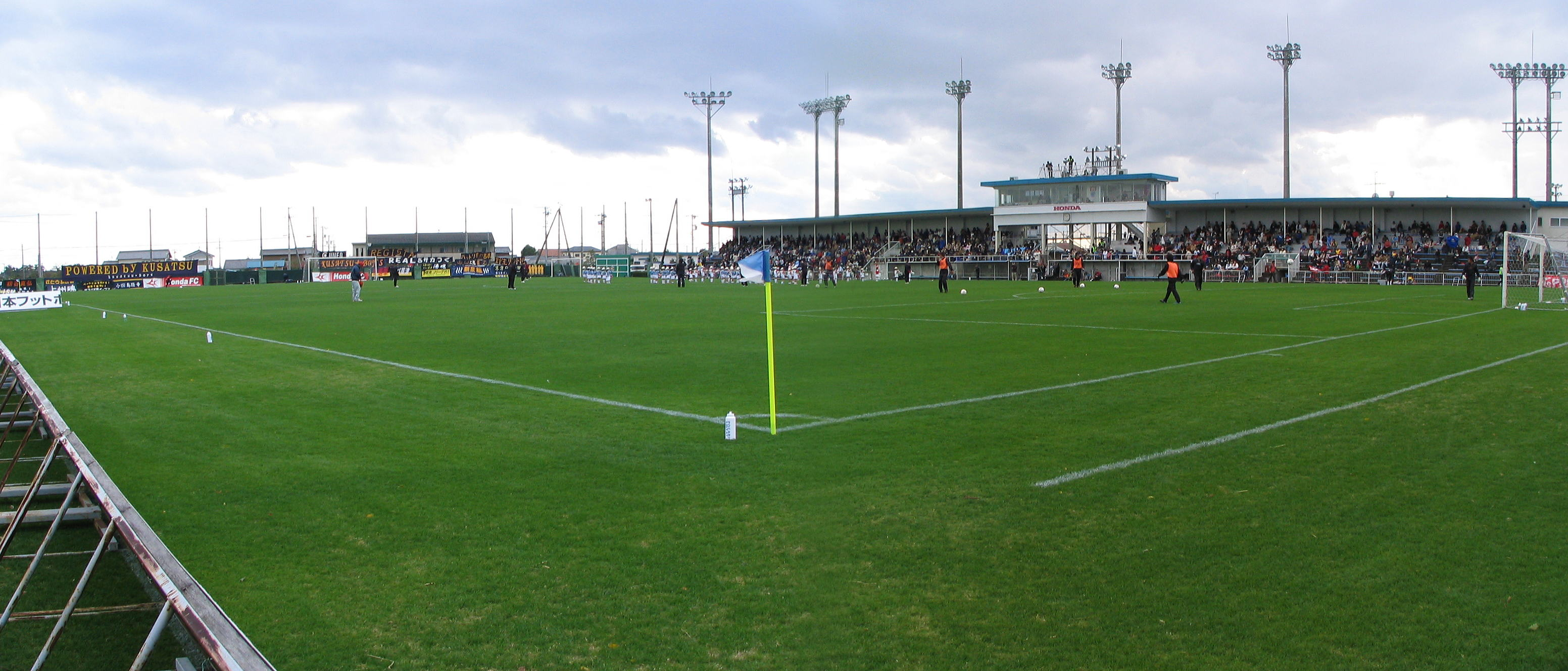
バックサイドからメインスタンドを見る
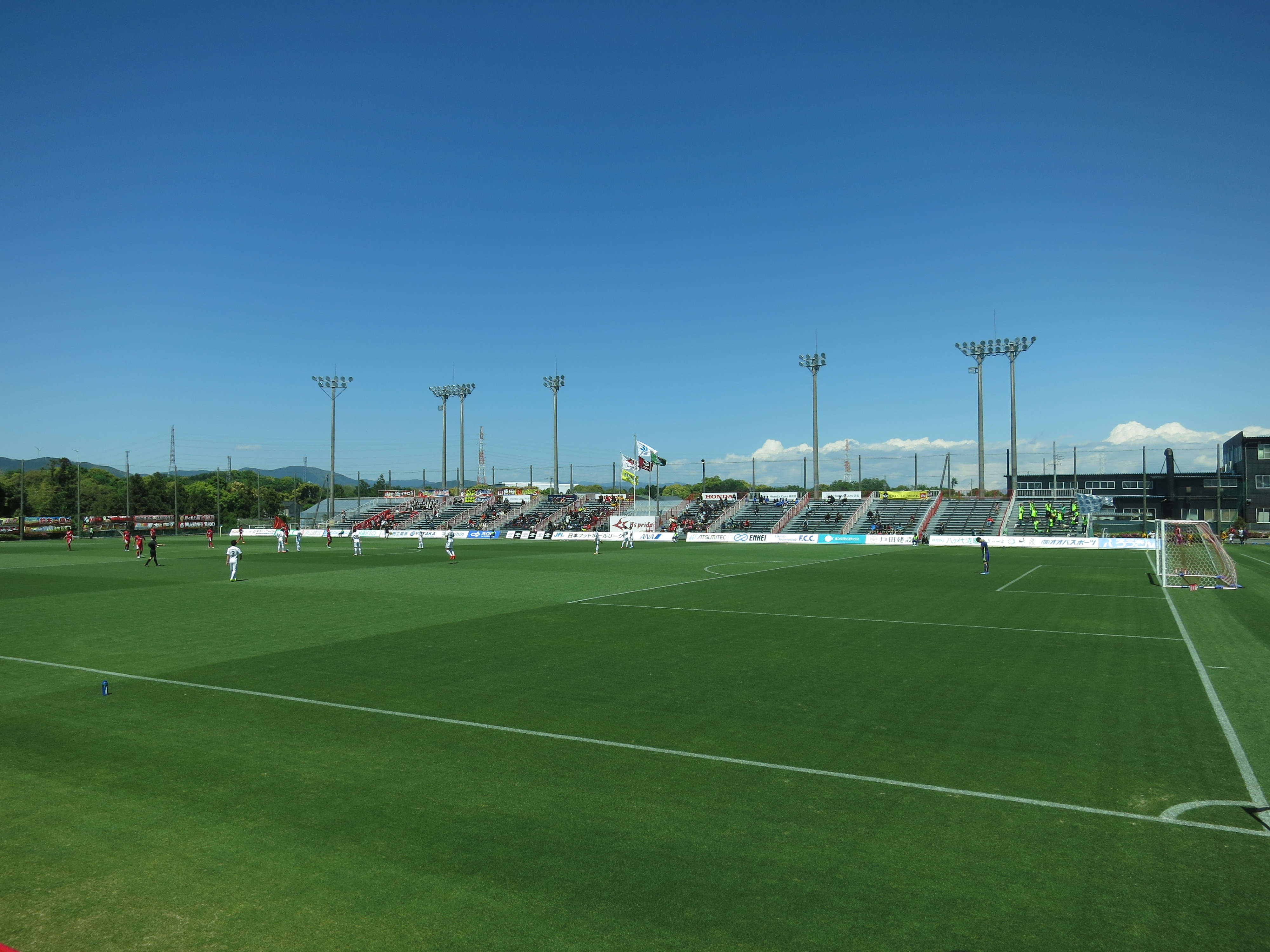
メインスタンドからバックスタンドを見る
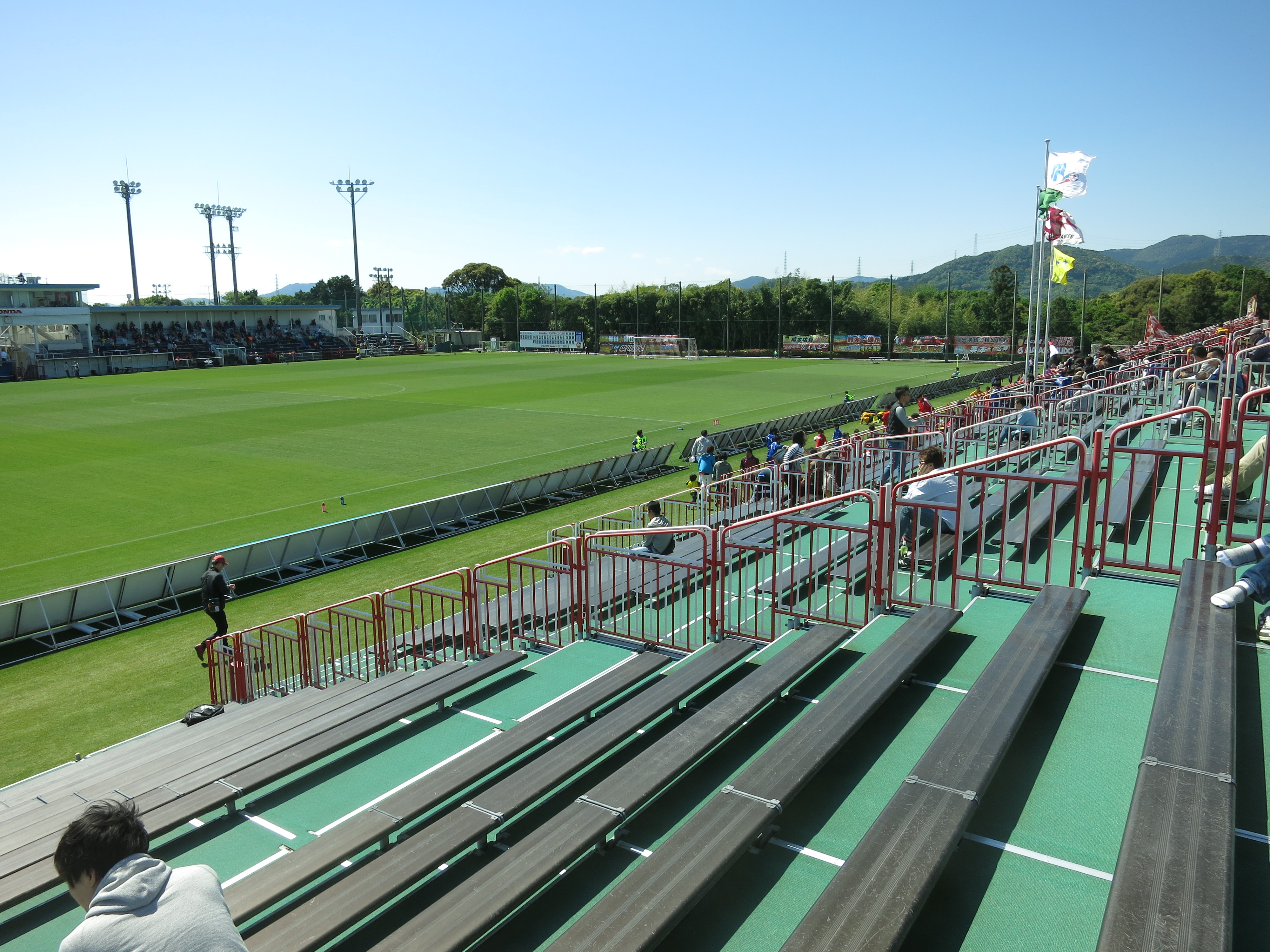
バックスタンド
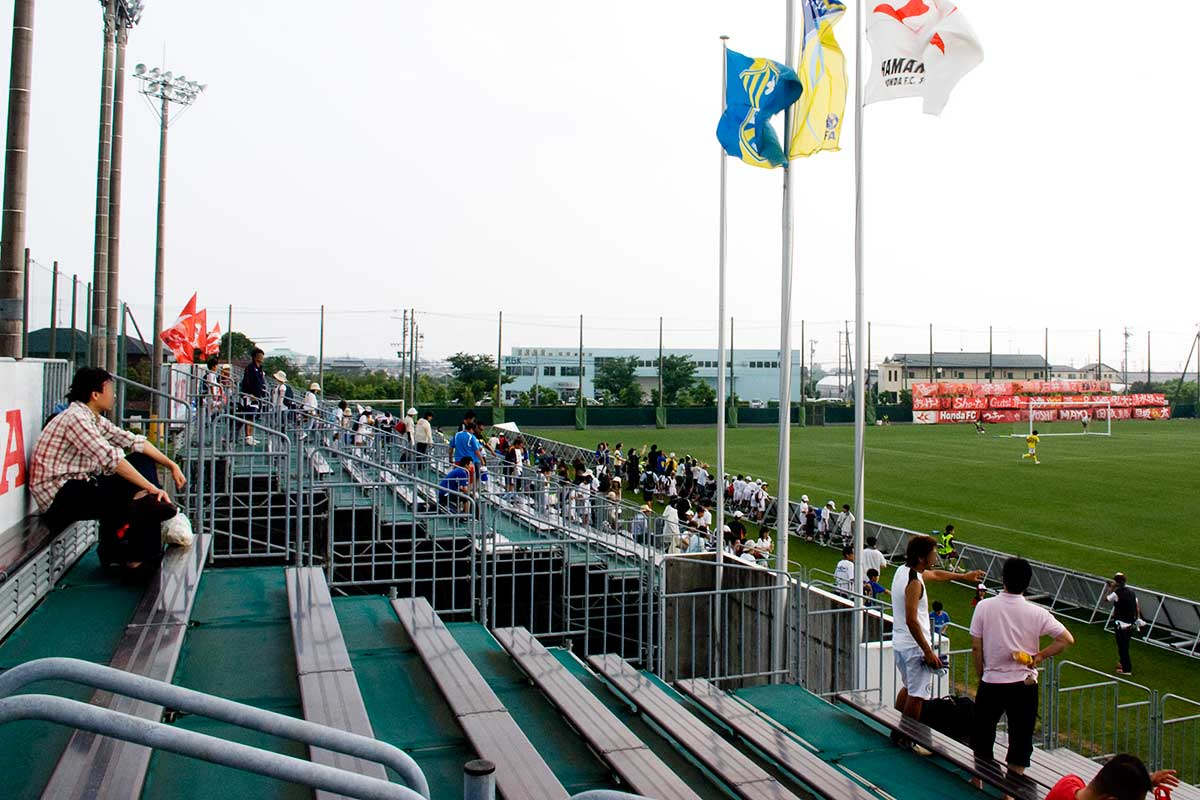
バックスタンド席